# Clube Náutico Capibaribe
Clube Náutico Capibaribe ook bekend als kortweg Náutico, is een Braziliaanse sportclub, die ook een professionele voetbalafdeling heeft, uit Recife in de provincie Pernambuco.

## Geschiedenis

### Beginjaren
Na het einde van de Canudos-oorlog werd de roeisport populair bij de bevolking van Recife. Vele competities vonden plaats op de Capibariberivier die door de stad stroomt. Eén groep verzorgde een race op 21 november 1897 voor generaal Arthur Costa en zijn soldaten die in de oorlog vochten. Een jaar later werd er een nieuwe roeivereniging gevormd door werknemers van grootwarenhuizen Duque de Caxias en Rangel Streets, hun club heette Clube dos Pimpões. Beide verenigingen speelden dan vaak wedstrijden tegen elkaar. Op 7 april 1901 fuseerden de twee rivalen en richtten zo Clube Náutico Capibaribe op.
In 1905 werd er ook met een voetbalafdeling gestart, de club werd door Engelsen opgericht en was voor de rijken, omdat zwarte Brazilianen niet mochten meespelen. In 1914 werd de Liga Recifense de Futebol opgericht voor clubs uit Recife, maar Náutico sloot zich hier niet bij aan. In 1915 ging het Campeonato Pernambucano van start, de staatscompetitie, die aanvankelijk enkel toegankelijk was voor clubs uit Recife. In 1916 nam ook Náutico deel aan de competitie en zou er vanaf nu een vaste waarde worden. Stadsrivalen Sport en América domineerden de competitie de eerste jaren. Vanaf de jaren dertig wonnen ook Santa Cruz en Náutico hun eerste titels. De club won geregeld een titel maar moest toch meestal het onderspit delven voor Sport en Santa Cruz. In 2018 werd de club voor het eerst sinds 2004 nog eens staatskampioen.

### Nationaal niveau
Vanaf 1959 was de staatscompetitie niet meer het hoogst mogelijke voor de clubs, maar werd er met de Taça Brasil een nationaal kampioenschap gespeeld voor de staatskampioenen. Dit was nog geen volwaardige competitie zoals die tegenwoordig is. Na de staatstitel in 1960 nam de club het jaar erop deel aan de Taça en werd daar meteen uitgeschakeld door Bahia. Doordat de club van 1963 tot 1968 vijf keer op rij kampioen werd was het ook deze club die namens Recife op nationaal niveau bekend werd. In 1965 plaatsten ze zich voor de halve finale om de titel, waar ze verloren van Vasco da Gama. Ook het volgende seizoen bereikte de club de halve finale en verloor deze nu van het toenmalige oppermachtige Santos. In 1967 bereikte de club dan eindelijke de finale. Tegen Palmeiras verloren ze thuis met 1-3, maar in São Paulo kon de club met 1-2 winnen waardoor er een extra wedstrijd gespeeld werd in het Maracanã. Hier won Palmeiras met 2-0. In 1968 verloor de club in de halve finale van Fortaleza. 
Omdat aan de Taça alle staatskampioenen deelnamen en het niveau van competitie tussen een aantal staten erg groot was richtten de clubs een nieuw toernooi in in 1968, het Torneio Roberto Gomes Pedrosa, waaraan de topclubs uit de sterkste competities deelnamen. Náutico mocht voor Pernambuco als enige club deelnemen en werd allerlaatste. Hoewel de club dat jaar nog de staatstitel won was het Santa Cruz dat de volgende twee jaar mocht deelnemen aan de competitie. 
In 1971 ging de Série A van start, maar ook daar kwalificeerde de club zich niet voor. In 1972 mochten ze daar wel aantreden. In de staatscompetitie werden ze kampioen in 1974 en de daaropvolgende tien jaar werden ze acht keer vicekampioen. In 1984 kon de club zich voor het eerst bij de laatste acht scharen op nationaal niveau. De club verloor in de kwartfinale om de titel van Grêmio. In 1988 moest de club aan de slag in de Série B en werd daar vicekampioen. In 1992 zou de club degraderen maar door competitiehervorming bleven ze toch in de Série A. Twee jaar later volgde wel een degradatie. In 1996 en 1997 miste de club net een promotie, maar in 1998 zakte de club zelfs naar de Série C. De club keerde na één seizoen terug en in 2001, 2002 en 2004 werden ze ook nog eens staatskampioen, maar het duurde tot 2006 vooraleer ze weer naar de Série A konden promoveren. Na twee jaar middenmoot degradeerde de club in 2009. De club promoveerde in 2011, maar kon het ook nu maar twee seizoenen uitzingen bij de elite. 
Nadat de club in 2015 en 2016 nog meedeed voor promotie naar de Série A volgde in 2017 een degradatie. In de Série C werd de club groepswinnaar, maar verloor in de eindronde van Bragantino. Ook in 2019 werd de club groepswinnaar en wist deze keer de lijn door te trekken in de eindronde en werd kampioen. 

## Erelijst
Campeonato Pernambucano
1934, 1939, 1945, 1950, 1951, 1952, 1954, 1960, 1963, 1964, 1965, 1966, 1967, 1968, 1974, 1984, 1985, 1989, 2001, 2002, 2004, 2018, 2021
Copa Pernambuco
2011
Campeonato Brasileiro Série C
2019